# Jaroslav Falta
Jaroslav Falta   (Rumburk, 22 de març de 1951 - 27 de març de 2022) fou un pilot de motocròs txec. Durant la dècada del 1970 fou un dels màxims aspirants al títol de Campió del Món de motocròs en 250cc, però, malgrat no guanyar-lo mai oficialment, sí que ho feu esportivament la temporada de 1974, essent-ne desposseït després de manera polèmica en benefici de Guennadi Moisséiev. Des d'aleshores, Falta ha estat considerat com a Campió del Món "moral".
Durant tota la seva carrera, fou membre de l'equip de motocròs Dukla de Praga i pilot oficial de ČZ. Malgrat que aleshores la tecnologia del fabricant txec ja no era capdavantera com una dècada enrere, seguia gaudint de bons xassís, fins al punt que el de la seva moto era considerat el millor de tots els que competien l'any 1974. Tot i així, per tal de compensar la manca de motor calia un gran nivell de pilotatge, justament allò que Falta hi aportava.

## Biografia

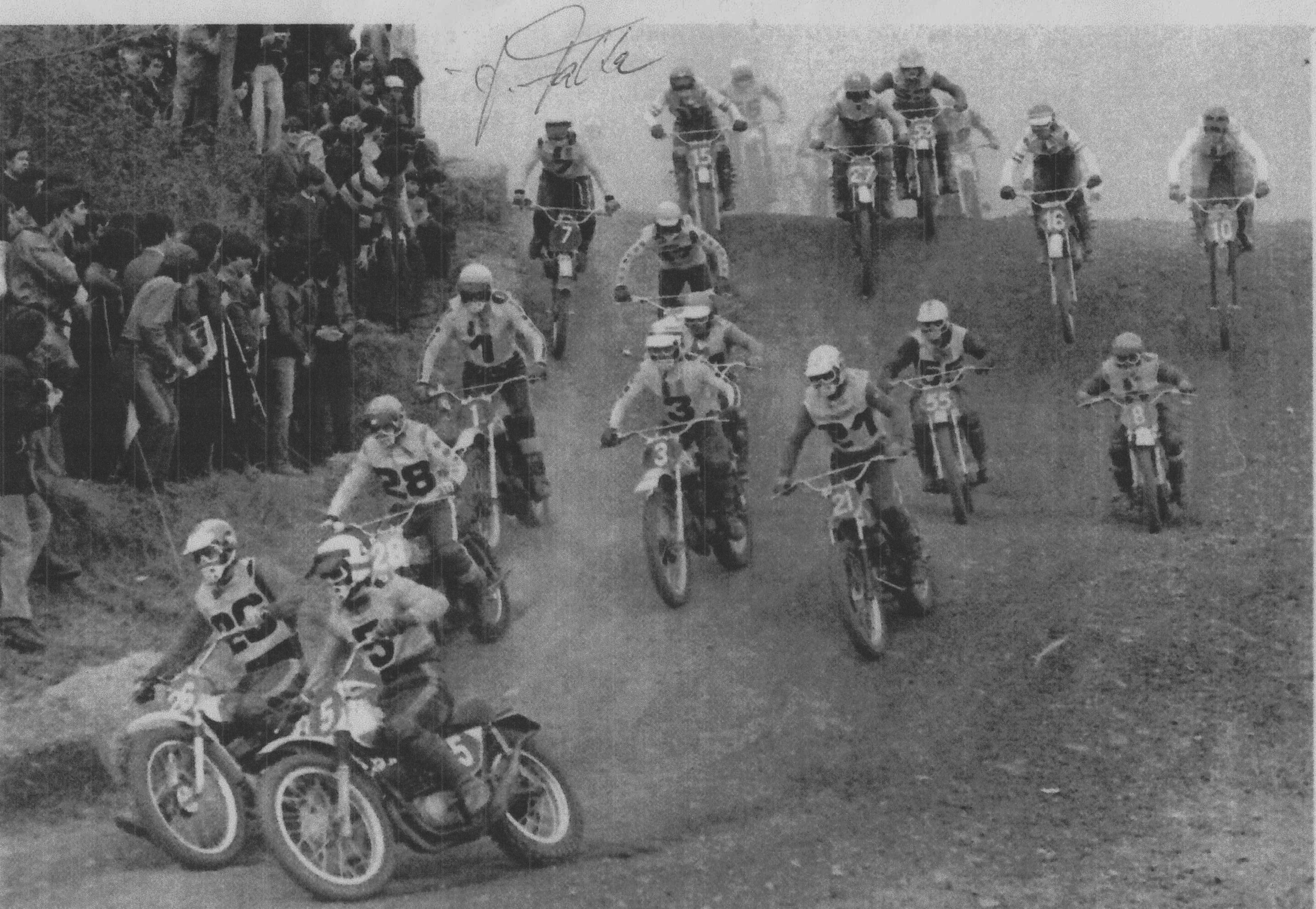
Jaroslav Falta (n. 15) al Gran Premi d'Espanya de 1973

Nascut a Rumburg, al nord-oest de la regió històrica de Bohèmia (aleshores a l'estat de Txecoslovàquia), Falta es crià a la veïna Jiříkov. Ja de ben petit va créixer en un ambient familiar lliurat al motociclisme i al motocròs, disciplina que practicaven el seu oncle Jirky i el seu germà gran, Čermáka. Aviat, Jaroslav començà a destacar i d'ençà de 1971 anà ocupant posicions entre els deu millors del mundial gairebé ininterrompudament durant deu anys.
Al llarg dels anys, guanyà cinc Campionats de Txecoslovàquia de motocròs en 250cc i tres en 500cc. Una altra fita en la seva carrera fou la victòria a la prestigiosa cursa de Supercross Super Bowl, esdevinguda el 1974 al Los Angeles Coliseum, davant els millors especialistes internacionals. Formà part també de l'equip txecoslovac al Motocross des Nations i al Trophée des Nations en diverses ocasions, havent-hi aconseguit segons i tercers llocs. Malauradament, l'únic any que l'equip estatal aconseguí la victòria al Motocròs des Nations (el 1975), ho feu sense la seva participació: aquell any Falta s'havia hagut de retirar de les curses tot just començada la temporada, a causa d'una malaltia de melsa que el mantingué de baixa gairebé tota la resta de temporada.

## 1974, "El títol robat"
La temporada de 1974 del Campionat del Món de motocròs, en la categoria de 250cc, ha passat a la història pel seu polèmic desenllaç. En arribar al darrer Gran Premi d'aquell any, el de Suïssa -programat pel 25 d'agost a Wohlen-, tant Jaroslav Falta (sergent de l'exèrcit txecoslovac) com Guennadi Moisséiev (sots-oficial de l'exèrcit roig) mantenien intactes les seves possibilitats. Tot i que Moisséiev comandava la classificació "bruta" (en haver guanyat més mànegues que ningú: cinc), l'avantatge en punts "nets" era per a Falta, qui en tenia prou fent segon a les dues mànegues per a guanyar el títol.
Després d'una primera mànega amb molt de joc brut per part dels soviètics, res no canvià i el títol s'hauria de decidir a la segona, que ja començà malament quan algú empenyé la barrera de la graella de sortida abans d'hora i provocà així l'inici de la cursa. Durant les primers voltes Falta era primer i Moisséiev tercer, fins que la KTM del soviètic s'espatllà forçant-lo a abandonar. En aquell moment, Falta era virtualment Campió del Món. Els soviètics, però, no s'hi conformaren fàcilment: el director de l'equip soviètic ordenà a Viktor Popenko, company de Moisséiev, que s'endarrerís i es deixés "doblar" per Falta. Quan el txec ho estava fent, Popenko feu una dubtosa maniobra i el tirà a terra. Falta, però, no es donà per vençut: s'alçà, tornà a engegar la seva CZ i acabà guanyant la cursa i, per tant, el Campionat del Món.
Quan ja tothom celebrava la victòria del txec, els soviètics reclamaren als directius de la FIM presents al circuit, provocant una de les decisions més discutides de la història d'aquest ens: Jaroslav Falta fou sancionat per haver avançat la sortida de la segona mànega, amb la qual cosa el títol que clarament havia guanyat anà a parar a mans de Guennadi Moisséiev. Des d'aleshores, Falta (qui l'any següent emmalaltí greument i mai no tornaria a tenir una temporada tan encertada) arrossegà l'aurèola de "Campió del Món sense corona". Anys a venir, el fill del seu mecànic, Ivo Helikar, escrigué un llibre en què explicava amb detall la trama d'aquest afer: "El títol robat" (en txec: Ukradený titul).

### Wohlen, 25-8-74: Pel·lícula dels fets

#### Primera mànega
A la sortida, Moisséiev i Falta s'escapen. Tot i que Falta li trepitja els talons, el rus bloca el txec durant cinc voltes impedint-li avançar-lo. Finalment, Falta l'avança i Harry Everts i Miroslav Halm aprofiten l'ocasió per a fer-ho també. El txec es troba aleshores amb la cua de la cursa, on s'han quedat els soviètics Rybalchenko i Rulev a esperar-lo, amb la missió d'evitar que Falta arribés a meta (o si més no, endarrerir-lo tant com fos possible). Mentre Falta es prepara per fer la penúltima volta, Moisséiev prova altre cop d'avançar-lo sense èxit. Com a darrer obstacle entra en escena Viktor Popenko, obstaculitzant Falta fins que aquest l'avança, i replicant brutalment aleshores. Falta, però, aconsegueix acabar la cursa tercer.
Pel que fa a Popenko, cal dir que aparegué a Wohlen el mateix matí de la cursa, sense haver participat en els entrenaments del dia abans (de fet, normalment competia en 500cc). Prengué la sortida a petició de Solokov, director de l'equip soviètic, fet totalment irregular davant el qual el Jurat de la FIM (compost per un alemany, un suís, un austríac i un txecoslovac) decidí fer els ulls grossos.
Acabada la cursa, el director de l'equip txecoslovac, Helikar, prova de queixar-se a Solokov però aquest (en realitat, comissari polític del Ministeri Soviètic de l'Esport) es nega a veure'l. Moisséiev i Popenko argüeixen: "Les curses són així", i només Rulev es disculpa per la seva conducta i la dels seus companys. Admet, obviant possibles represàlies, que obeïen ordres de Solokov: "Cal guanyar per qualsevol mitjà". Al parc tancat l'ambient és tens. La FIM, però, resta en silenci i el director de cursa, aparentment, no ha vist res.

#### Segona mànega
La cursa comença abans d'hora, quan algun dels corredors la provoca en fer caure la barrera de la graella de sortida. Falta comanda la cursa i Moisséiev és cinquè. Però en arribar al primer revolt es va formant un tap quan els controls de pista aturen la cursa amb banderoles, preparant-se per a anul·lar la sortida i obligar a repetir-la. Però el director de la cursa, el suís Haken (casualment, importador de KTM al seu país), ordena als controls que es retirin de la pista i permet continuar la cursa com si res.
A partir de la vuitena volta, Falta es torna a trobar amb un mur infranquejable de soviètics endarrerits. Rybalchenko i Popenko fan tota mena de maniobres irregulars, arribant fins i tot a indicar-li a Falta per on els pot avançar, provant de blocar-lo si s'hi arrisca. Després s'esdevé la famosa agressió de Popenko, coneguda des d'aleshores com a T-bone, l'atac més deliberat vist mai en un circuit de motocròs. Havent aconseguit fer caure a Falta, el rus encara prova de passar-li pel damunt. Davant tanta ignomínia, el públic reacciona violentament, llançant pedres als pilots soviètics; mecànics i directors d'equips diversos entren a la pista per mirar d'aturar els russos; Gaston Rahier intenta empènyer Popenko cap als boxes, però el rus s'hi resisteix ... Aleshores, els controls de pista mostren bandera negra (obligació d'abandonar) a Rybalchenko i a Rulev, però no a Moisséiev ni a Popenko, que romanen a la pista. Finalment, Popenko decideix entrar a boxes. Els meànics de CZ s'afanyen llavors a treure-li la tapa de la bugia, per assegurar-se que no es reincorpori a la cursa. Popenko arrossega des d'aquell dia una reputació molt lletja.
Mentrestant Falta s'ha aixecat i, amb la complicitat dels altres pilots (Everts i Rahier fan poc per resistir-se-li), acaba guanyant la cursa. És el flamant Campió del Món de 1974.

#### Reclamació
A la mateixa línia de meta, mentre Joël Robert, Hakan Andersson, Rahier, Everts i companyia feliciten el txec, Solokov presenta una reclamació al jurat de la FIM. Acusa Falta d'haver saltat la barrera de sortida i haver liderat així la cursa fàcilment, havent falsejat doncs el resultat. El jurat que ha de decidir sobre la qüestió es redueix al representant alemany, l'austríac i el suís (el txecoslovac perd el dret a vot per raons òbvies). L'austríac i el suís (M. Haken, director de la cursa i importador de KTM) hi voten a favor, mirant d'afavorir el primer títol mundial de la marca austríaca, i l'alemany hi vota en contra per dignitat, tot i que sap que no servirà de res. Finalment, el jurat sanciona Falta amb un minut de penalització en la segona mànega, la qual cosa el relega al setè lloc i Moisséiev guanya el Mundial. Cal dir que cap normativa esportiva de la FIM no preveu una sanció com aquesta.
La contra-reclamació presentada per Helikar fa que es decideixi deixar l'afer en suspens fins al Congrés de tardor de la FIM, a celebrar a San Marino el proper octubre, on s'haurà d'estudiar en comissió.

### Congrés de San Marino
A l'espera del Congrés, el telèfon vermell entre Moscou i Praga treia fum. Segons els soviètics, allò que comptava és que es tractava d'una "gran victòria del comunisme". Hi hagué tota mena de pressions i a tots els nivells (a Falta el feren triar entre mantenir la seva reclamació o seguir essent pilot professional). Al moment de la veritat, a San Marino, els representants de la Svazarm -l'equivalent a la Federació txecoslovaca- optaren per retirar la seva reclamació.
La FIM, però, decidí discutir el tema tant sí com no. Reunida en comissió, en un primer moment es decantà per fer justícia a Falta, tot canviant el minut de penalització per una simple multa. Però el suís Haken (casualment, membre del comitè), vetà la resolució i forçà la FIM a prendre la decisió sens dubte més infame en la història del motocròs: mantenir la penalització d'un minut a Jaroslav Falta, donant-li així el títol en safata a Moisséiev.
S'ha especulat força amb les motivacions que propiciaren la insòlita decisió de la FIM. A banda els evidents interessos econòmics que hi havia al darrere (les vendes de KTM havien baixat i calia un títol mundial per tal de remuntar-les) n'hi havia també de polítics, en temps encara de guerra freda. En efecte, l'acció tingué lloc només sis anys després de l'avortament de la Primavera de Praga, en què els soviètics havien fet tornar a l'"ortodòxia" un sistema, el txecoslovac, que semblava que s'anava liberalitzant. Per acabar de reblar el clau, tot això s'esdevenia quan només feia un any que la Federació soviètica havia decidit -el 1973- fer competir directament la tecnologia comunista amb la capitalista, tot equipant la meitat de l'equip rus amb les txecoslovaques CZ i l'altra meitat, (Moisséiev i Vladímir Kàvinov, els millors) amb les austríaques KTM.

### Compensació moral

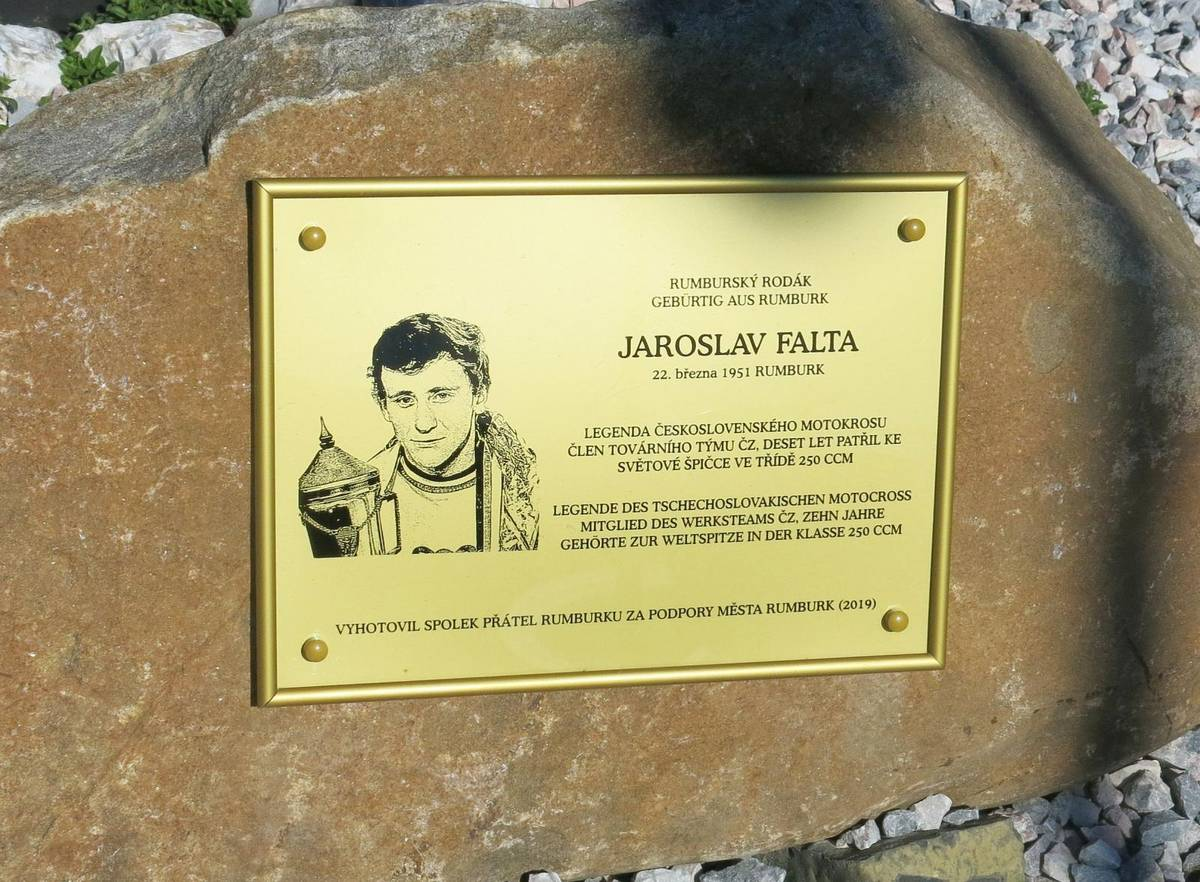
Placa en record de Jaroslav Falta a la Casa de Cultura de Rumburk

Actualment el mèrit de Jaroslav Falta és unànimement reconegut. Paradoxalment, on més ha costat que se li compensés simbòlicament la injustícia soferta és al seu país: calgué esperar a desembre del 2000 perquè l'Assemblea General de la Federació Txeca de Motociclisme (un dels ens successors de l'antiga Svazarm txecoslovaca), votés una resolució de rebuig al comportament dels seus predecessors i demanés oficialment disculpes a Jaroslav Falta.
El 20 de gener del 2001, passats vint-i-set anys dels fets i onze de la Revolució de Vellut, Falta rebé la satisfacció moral d'ésser coronat a Litomyšl (Pardubice) com a "Millor pilot de motocròs txec del segle", després d'haver estat el guanyador d'una enquesta feta a finals del 2000. En una altra sobre el "Millor motociclista del segle" hi quedà el segon darrere Františkem Šťastným.

## Palmarès al Campionat del Món
| Any  | Motocicleta | 250cc |
| ---- | ----------- | ----- |
| 1971 | ČZ          | 9è    |
| 1972 | ČZ          | 9è    |
| 1973 | ČZ          | 6è    |
| 1974 | ČZ          | 2n    |
| 1975 | ČZ          | 11è   |
| 1976 | ČZ          | 10è   |
| 1977 | ČZ          | 9è    |
| 1978 | ČZ          | 9è    |
| 1979 | ČZ          | 10è   |
| 1980 | ČZ          | 7è    |
| 1981 | ČZ          | -     |
| 1982 | ČZ          | 22è   |

1. ↑  Malalt.